# Evan Handler

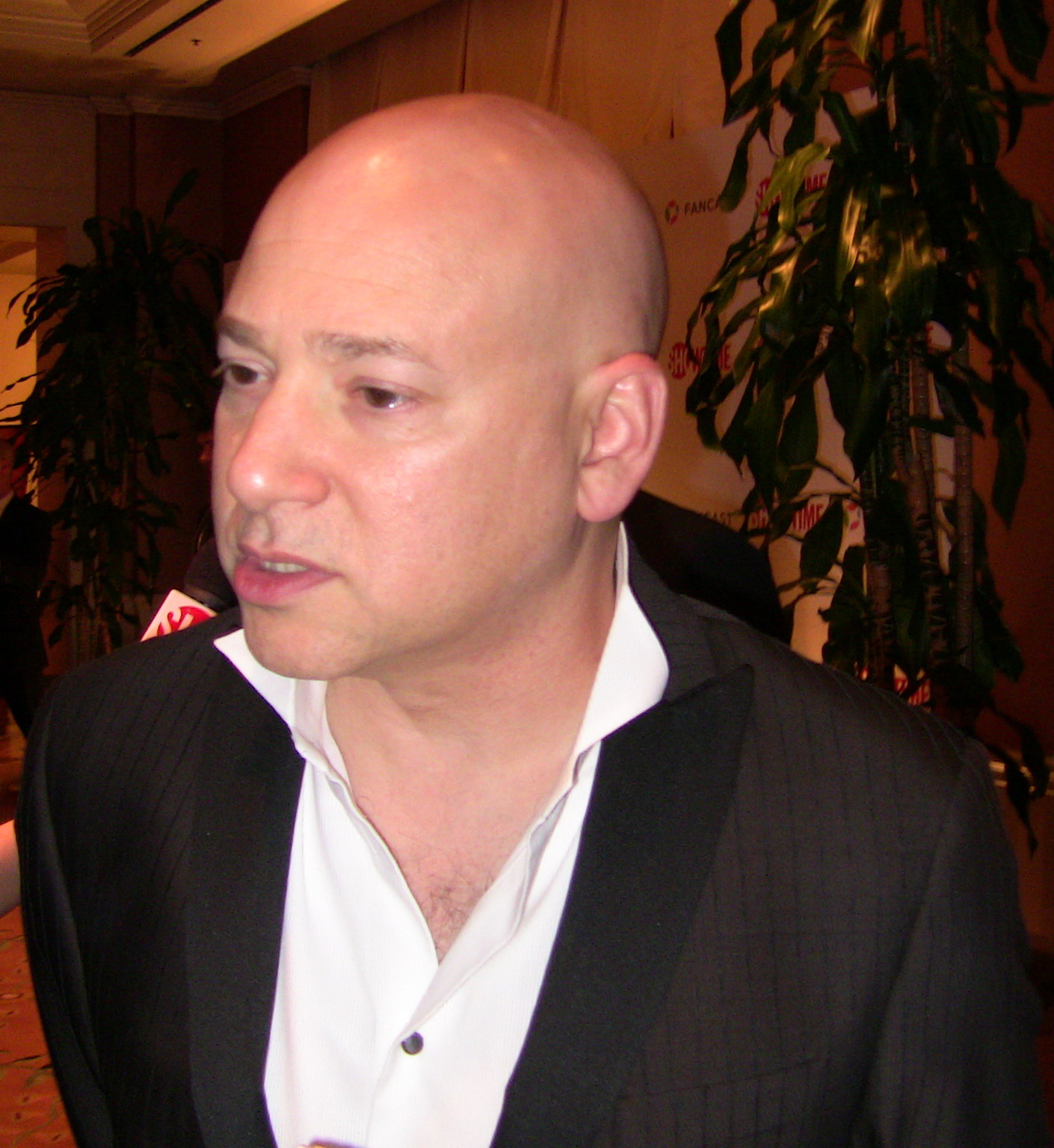
Handler in 2009

Evan Handler (New York, 10 januari 1961) is een Amerikaans acteur die onder meer Harry Goldenblatt speelde in de serie Sex and the City en de gelijknamige film. Hij speelt Charlie Runkle in de serie Californication.
Handler trouwde op 12 oktober 2003 met Elisa Atti.

## Filmografie
- The Chosen (1981) - Goldberg
- Taps (1981) - Edward West
- Dear Mr. Wonderful (1982) - Ray
- Miami Vice (televisieserie) - Louis (afl. Milk Run, 1985)
- War and Love (1985) - Elie
- CBS Schoolbreak Special (televisieserie) - Allen (afl. What If I'm Gay?, 1987)
- Sweet Lorraine (1987) - Bobby
- Sibs (televisieserie) - Rol onbekend (afl. Lily Makes a Move, 1991; The Naked and the Damned, 1991; The Big Hurt, 1991)
- Woops! (televisieserie) - Mark Braddock (afl. The Nuclear Family, 1992)
- Frogmen (Televisiefilm, 1994) - Rol onbekend
- Natural Born Killers (1994) - David
- Ransom (1996) - Miles Roberts
- One Life to Live (televisieserie) - Conrad Klein (afl. onbekend, 1996)
- New York Undercover (televisieserie) - Carl (afl. Catharsis, 1998)
- Harvest (1998) - Ray Baker
- It's Like, You Know (televisieserie) - Shrug (19 afl., 1999-2000)
- The Three Stooges (Televisiefilm, 2000) - Larry Fine
- Law & Order (televisieserie) - Eli Becker (afl. Return, 2000)
- The West Wing (televisieserie) - Douglas Wegland (afl. Manchester: Part 1 & 2, 2001; Ways and Means, 2001)
- Ed (televisieserie) - Dr. Crazy (afl. Crazy Time, 2001)
- The Guardian (televisieserie) - Mitchell Lichtman (afl. The Chinese Wall, 2002; The Beginning, 2002; The Dead, 2002)
- John Doe (televisieserie) - Max Clark (afl. Low Art, 2002)
- Friends (televisieserie) - De regisseur (afl. The One Where Rachel Goes Back to Work, 2003)
- Six Feet Under (televisieserie) - Scott Philip Smith (afl. Nobody Sleeps, 2003)
- Saint Louie (Televisiefilm, 2004) - Dave
- Sex and the City (televisieserie) - Harry Goldenblatt (18 afl., 2002-2004)
- Without a Trace (televisieserie) - Bruce Caplan (afl. American Goddess, 2004)
- Jack & Bobby (televisieserie) - Cary Donovan (afl. An Innocent Man, 2004; Election Night, 2004)
- Joan of Arcadia (televisieserie) - Chuck Kroner (afl. P.O.V., 2004; No Future, 2004)
- 24 (televisieserie) - David Weiss (afl. Day 4: 12:00 a.m.-1:00 a.m., 2005)
- Hot Properties (televisieserie) - Dr. Sellers Boyd (13 afl., 2005)
- CSI: Miami (televisieserie) - Norman Stein (afl. Fade Out, 2006)
- Lost (televisieserie) - Dave (afl. Dave, 2006)
- Studio 60 on the Sunset Strip (televisieserie) - Ricky Tahoe (afl. The Cold Open, 2006; The Focus Group, 2006; The West Coast Delay, 2006; The Option Period, 2006)
- Shark (televisieserie) - Stanley Davis (Afl., Trial by Fire, 2007)
- Californication (televisieserie) - Charlie Runkle (36 afl., 2007-2009)
- Sex and the City (2008) - Harry Goldenblatt
- Sex and the City 2 (2010) - Harry Goldenblatt

- Gemeinsame Normdatei: 1200370007
- International Standard Name Identifier: 0000 0000 3478 3016
- Library of Congress Control Number: n95033963
- SNAC: w6rw4m5t
- Virtual International Authority File: 9090886
- WorldCat: E39PBJcKFVH9FB98g3hC7F7GpP